# Viện kiểm sát nhân dân tối cao (Việt Nam)
Viện kiểm sát nhân dân tối cao (tên tiếng Anh: The Supreme People's Procuracy of Vietnam) là cấp cao nhất trong hệ thống Viện kiểm sát nhân dân của Việt Nam. VKSNDTC được lãnh đạo bởi Viện trưởng Viện kiểm sát nhân dân tối cao.

## Lịch sử
Ngày 8 tháng 1 năm 2007, Vụ Thực hành quyền công tố và kiểm sát điều tra án tham nhũng (Vụ 1B), Viện kiểm sát nhân dân tối cao Việt Nam được thành lập.
Tháng 9 năm 2013, Vụ thi đua - khen thưởng (vụ 16) thành lập.
Ngày 6 tháng 8 năm 2015, Vụ thực hành quyền công tố và kiểm sát điều tra án xâm phạm hoạt động tư pháp, tham nhũng, chức vụ xảy ra trong hoạt động tư pháp (vụ 6), ra mắt.

## Các đơn vị trực thuộc Viện kiểm sát nhân dân tối cao hiện nay
Danh sách các đơn vị trực thuộc:
1. Ủy ban Kiểm sát (xem Ủy ban kiểm sát Viện kiểm sát nhân dân tối cao)
2. Văn phòng, Chánh Văn phòng: Đỗ Đình Chữ
3. Vụ Công tố và kiểm sát điều tra án an ninh (Vụ 1), Vụ trưởng: Mai Trung Thành
4. Vụ Công tố và kiểm sát điều tra án trật tự xã hội (Vụ 2), Vụ trưởng: Lê Minh Long
5. Vụ Công tố và kiểm sát điều tra án kinh tế, tham nhũng (Vụ 3), Vụ trưởng: Nguyễn Hoài Nam
6. Vụ Công tố và kiểm sát điều tra án ma túy (Vụ 4), Vụ trưởng: Lại Anh Tuấn[5][6][7]
7. Vụ Công tố và kiểm sát điều tra án tư pháp (Vụ 6), ra mắt ngày 6 tháng 8 năm 2015[3], Vụ trưởng: Lại Văn Loan
8. Vụ Công tố và kiểm sát xét xử hình sự (Vụ 7), Vụ trưởng: Lại Viết Quang
9. Vụ Kiểm sát giam giữ và thi hành án hình sự (Vụ 8), Vụ trưởng: Lương Minh Thống[8][9]
10. Vụ Kiểm sát án dân sự (Vụ 9), Vụ trưởng: Nguyễn Tiến Sơn
11. Vụ Kiểm sát án hành chính, kinh doanh thương mại (Vụ 10), Vụ trưởng: Nguyễn Kim Sáu
12. Vụ Kiểm sát thi hành án dân sự (Vụ 11), Vụ trưởng: Lê Xuân Lộc[10]
13. Vụ Kiểm sát giải quyết đơn khiếu nại, tố cáo về tư pháp (Vụ 12), Vụ trưởng: Trần Hưng Bình
14. Vụ Hợp tác quốc tế và Tương trợ tư pháp về hình sự (Vụ 13), Vụ trưởng: Vũ Thị Hải Yến
15. Vụ Pháp chế (Vụ 14), Vụ trưởng: Hoàng Thị Quỳnh Chi[11]
16. Vụ Tổ chức cán bộ (Vụ 15), Vụ trưởng: Tăng Ngọc Tuấn
17. Cơ quan điều tra Viện kiểm sát nhân dân tối cao (Cục 1), Thủ trưởng: Nguyễn Đức Bằng
18. Cục Thống kê tội phạm và Chuyển đổi số (Cục 2), Cục trưởng: Hoàng Minh Tiến
19. Cục Tài chính (Cục 3), Cục trưởng: Nguyễn Văn Hà
20. Thanh tra (T1), Chánh thanh tra: Mai Thị Nam
21. Trường Đại học Kiểm sát (T2), Hiệu trưởng: Nguyễn Văn Khoát
22. Viện Khoa học kiểm sát (T3), Viện trưởng: Tôn Thiện Phương
23. Báo Bảo vệ pháp luật (T5), Tổng biên tập: Nguyễn Văn Thắng[12]
24. Viện Kiểm sát Quân sự Trung ương, Viện trưởng: Tạ Quang Khải

## Lãnh đạo đương nhiệm
- Viện trưởng: Nguyễn Huy Tiến [13]
- Phó Viện trưởng:

1. Tạ Quang Khải, Trung tướng, Viện trưởng Viện Kiểm sát Quân sự Trung ương
2. Trần Hải Quân, Trung tướng [14]
3. Hồ Đức Anh
4. Nguyễn Đức Thái
5. Nguyễn Duy Giảng
6. Nguyễn Quang Dũng

## Ủy ban kiểm sát Viện kiểm sát nhân dân tối cao

### Thành viên hiện tại
Tại phiên họp thứ 10, các Ủy viên Ủy ban Thường vụ Quốc hội khóa VX biểu quyết thông qua Nghị quyết về thành viên Ủy ban Kiểm sát Viện Kiểm sát nhân dân tối cao. Gồm 15 thành viên:
- Viện trưởng Viện kiểm sát nhân dân tối cao: Nguyễn Huy Tiến
- Các Phó Viện trưởng Viện kiểm sát nhân dân tối cao:

1. Tạ Quang Khải, Trung tướng, Viện trưởng Viện Kiểm sát Quân sự Trung ương
2. Nguyễn Duy Giảng
3. Nguyễn Quang Dũng

- Các Kiểm sát viên Viện kiểm sát nhân dân tối cao:

1. Hồ Đức Anh
2. Vương Văn Bép
3. Hoàng Thị Quỳnh Chi
4. Lê Minh Long
5. Lại Viết Quang
6. Nguyễn Tiến Sơn
7. Nguyễn Đức Thái
8. Lê Hữu Thể
9. Lê Tiến
10. Nguyễn Hoài Nam